# Jełmuń
Jełmuń (dawnej niem. Allmoyen) – wieś w Polsce położona w województwie warmińsko-mazurskim, w powiecie mrągowskim, w gminie Sorkwity. W latach 1975–1998 miejscowość administracyjnie należała do województwa olsztyńskiego.
Wieś położona nad jeziorem Jełmuń, na południowym brzegu tego jeziora.

## Historia
Jełmuń (Allmoyne) powstał na tym samym terytorium co Choszczewo, Stary Gieląd i Pustniki. Jan z Olszyn (lub Olsyn) nadał w 1397 r. Glandianowi i Mikołajowi (Prusom) 20 włók na prawie chełmińskim, z dziesięcioletnim okresem wolnizny, położonych między jeziorem Jełmuń, a granicą biskupstwa warmińskiego. Na obdarowanych spoczywał obowiązek dwu służb zbrojnych. W ciągu wieków nie zmienił się charakter wsi, pozostała ona szlachecką. W 1785 r. było tam 14 domów, w 1815 r. – 17 domów i 85 osób, 1838 24 domy i 204 mieszkańców. W 2. połowie XIX w. we wsi powstał dwór, do którego należało 11,5 włók ziemi oraz ponad dziesięć włók jeziora (własność Stanisława Wojskiego). Od 1795 roku dwór w Jełmuniu należał do rodziny von Woisky.
Zabudowa wsi ułożyła się w kształcie ulicówki wzdłuż jeziora, od którego zapożyczyła swoją nazwę (Allmoyne). Uczony Gerullis zaliczał ją do nazw prusko-litewskich, lit. 'alme' – ropa. Polska nazwa Jełmuń pochodzi najprawdopodobniej od jemioły. Jełmuń otrzymał szkołę przed 1740 r. w 1818 r. wykładał w niej po polsku 54 dzieciom (również z Choszczewa) Jerzy Niesyta. W roku 1928 dwór przeszedł w posiadanie rodziny Zuhlke. Dwór pozostawał ich własnością aż do grudnia 1944 roku. Do 1939 r. pozostawała ona jednoklasowa, a w 1935 r. uczęszczało do niej 65 uczniów. Wieś ta należała do parafii w Sorkwitach. W roku 1939 liczyła 309 mieszkańców.
Po 1955 roku w Jełmuniu powstał PGR, a we dworze urządzono mieszkania dla pracowników PGR. Od 2000 roku własność prywatna, w tym czasie rozpoczęto remont dworu (właścicielem została dr Barbara Trzeciak, doktor socjologii). Obecnie mieści się całoroczny pensjonat.
Dwór w Jełmuniu opisany został przez Katarzynę Enerlich w książce "Prowincja pełna smaków" (2013 r.).

## Zabytki
- Klasycystyczny dwór pochodzi z drugiej połowy XIX w. Założony na rzucie prostokąta, parterowy, przykryty dachem dwuspadowym. W elewacji frontowej (od strony parku i jeziora) ryzalit z trzema półkolistymi arkadami w przyziemiu, zwieńczony trójkątnym naczółkiem, poprzedzony półkolistym tarasem. Elewacja od strony podwórza znacznie skromniejsza. pięknie usytuowane w krajobrazie. Dwór na wzniesieniu, w punkcie środkowym zespołu, między parkiem schodzącym ku brzegom jeziora a czworokątem podwórza gospodarczego. W parku zachowane jest szerokie otwarcie widokowe na jezioro.
- W pobliżu dworu, na sąsiednim wzgórzu, zachował się cmentarz rodowy właścicieli dworu.